# Harold Alexander
Harold Rupert Leofric George, graaf Alexander van Tunis (Londen, 10 december 1891 – Slough, 16 juni 1969) was een Brits officier en veldmaarschalk van Brits-Ierse afkomst die zowel in de Eerste Wereldoorlog als de Tweede Wereldoorlog diende. Hij was tussen 1946 en 1952 gouverneur-generaal van Canada.

## Eerste jaren
Alexander werd geboren in Londen en was de derde zoon van James Alexander, graaf van Caledon en Elizabeth Alexander, gravin van Caledon, een dochter van Hector Grahan-Toler, graaf van Norbury. Alexander studeerde aan de Hawtreys en Harrow School en nam in 1910 deel aan de Fowler Match tegen Eton College en ging daarna naar de Royal Military Academy Sandhurst.

## Eerste Wereldoorlog
Na Sandhurst werd Alexander toegevoegd als tweede luitenant aan de Irish Guards, die tijdens de Eerste Wereldoorlog deel uitmaakte van de British Expeditionary Force (BEF). Alexander was toen een 22-jarige luitenant en pelotonscommandant en werd in februari 1915 bevorderd tot kapitein en in februari 1917 tot majoor.
Tijdens zijn dienst aan het westfront raakte Alexander twee keer gewond. Voor zijn moed en opoffering ontving hij in januari 1916 het Military Cross en in oktober 1916 kreeg hij de Distinguished Service Order en werd later onderscheiden met het Franse Legioen van Eer.

## Interbellum
Tussen 1919 en 1920 leidde Alexander als een tijdelijke luitenant-kolonel de Baltisch-Duitse Landeswehr in de Letse Onafhankelijkheidsoorlog. Na te hebben gediend in Turkije en Gibraltar werd de tijdelijke rang definitief en kreeg Alexander het bevel over het 1e Bataljon van zijn eigen regiment en werd in januari 1926 toegevoegd aan de Staff College in Camberley. Alexander werd in januari 1928 bevorderd tot kolonel en werd de volgende maand al commandant van de Irish Guards en zijn regimentsdistrict, een post die hij tot januari 1930 behield, en werd daarna voor een jaar toegevoegd aan de Imperial Defence College.
In 1934 werd Alexander het bevel gegeven over de Nowshera Brigade bij de Noordwestelijke Grensprovincie in India. Voor zijn diensten en vooral voor zijn acties bij de Loe-Agra operaties bij de noordwestelijke grens tussen februari en april 1936 werd Alexander in 1936 benoemd tot Lid in de Britse Orde van de Ster van Indië.
In maart 1937 werd Alexander benoemd tot adjudant van koning George VI. In oktober 1937 promoveerde Alexander tot generaal-majoor en keerde in februari 1938 terug om het bevel over te nemen van de 1e Infanteriedivisie.

## Tweede Wereldoorlog
Na de uitbraak van de Tweede Wereldoorlog werd Alexander samen met de 1e Infanteriedivisie overgebracht naar Frankrijk en leidde in mei 1940 de succesvolle terugtocht van zijn divisie naar Duinkerke. Kort nadat Bernard Montgomery het bevel kreeg over het 2e Legerkorps was Alexander nog steeds op de stranden bij Duinkerken en had daar het bevel over het 1e Legerkorps en verliet op 3 juni 1940 Duinkerke.
In juli 1940, benoemd tot luitenant-generaal, keerde Alexander terug naar Groot-Brittannië en werd benoemd tot General Officer Commanding-in-Chief (GOC-in-C) van de Southern Command, waar hij verantwoordelijk was voor de verdediging van Zuidwest-Engeland. Op 1 januari 1942 werd hij geridderd en benoemd tot ridder commandeur in de Britse Orde van het Bad en werd in februari 1942 na de Japanse invasie van Birma naar India gezonden als een GOC-in-C van Birma met de rang van generaal. Terwijl hij het bevel voerde over het latere Veertiende Leger liet de tactische uitvoering van de campagne over aan zijn korpscommandant William Slim en Alexander onderhield de meer politieke relatieaspecten met Joe Stillwell, de eigenlijke commandant van de Chinese troepen.
In juli 1942 werd Alexander teruggeroepen vanuit Birma en moest terugkeren naar Groot-Brittannië. Hij moest het Eerste Leger gaan leiden waardoor Alexander deel ging uitmaken van Operatie Toorts, de invasie van Noord-Afrika. Door een bezoek van premier Winston Churchill en de Chief of the Imperial General Staff generaal Alan Brooke aan Egypte in augustus 1942 vloog Alexander op 8 augustus 1942 naar Caïro om Claude Auchinleck te vervangen als opperbevelhebber van de Middle East Command, een post waardoor hij verantwoordelijk werd voor de woestijnoorlog in Noord-Afrika. Gelijktijdig verving Bernard Montgomery Auchinleck als general commanding officer over het Britse Achtste Leger (Eighth Army). Alexander zette de overwinning van Montgomery in Tweede Slag bij El Alamein voort en rukte samen met het Achtste Leger op richting Tripoli waarvoor hij werd onderscheiden met de benoeming tot Ridder Grootkruis in de Britse Orde van het Bad. Nadat de Brits-Amerikaanse troepen van Operatie Toorts en het Britse Achtste Leger in Tunesië in februari 1943 samenkwamen, werden ze onder een verenigd bevel van de nieuw gevormde 18e Legergroep onder leiding van Alexander gebracht, die weer onder generaal Dwight D. Eisenhower stond.
In mei 1943 gaven de as-troepen in Tunesië zich over en Alexander kreeg het bevel over de 15e Legergroep onder Eisenhower over de komende geallieerde landing op Sicilië. Alexander controleerde opnieuw twee legers: het Achtste Leger van Montgomery en de Amerikaanse Zevende Leger van George Patton. Na Sicilië en de voorbereiding voor de invasie van Italië werd het hoofdkwartier van het Amerikaanse Zevende Leger vervangen door die van het Amerikaanse Vijfde Leger onder Mark Wayne Clark.
Toen Eisenhower de geallieerde landingen in Normandië aan het voorbereiden was, was het zijn intentie om Alexander bevelhebber van de grondtroepen te maken, omdat hij zowel bij de Britse als de Amerikaanse generaals goed lag. Maar Alan Brooke oefende druk uit om Alexander in Italië te houden en te zeggen dat hij ongeschikt was voor zijn taak in Frankrijk. Alexander bleef dus belast met de leiding over de 15e Legergroep en keurde met steun van diverse geallieerde commandanten de controversiële bombardementen van Monte Cassino goed, wat resulteerde in een kleine opmars richting de Duitse Gustav-linie. Pas na vier pogingen om de Gustav-linie te doorbreken wisten de troepen van Alexander op te rukken en in juni 1944 Rome te bevrijden.
Alexander bleef bevelhebber van de 15th Army Group net als zijn opvolger de Allied Armies in Italy tot december 1944, toen hij het bevel overdroeg aan generaal Clark, en werd vervolgens supreme commander of the Allied Forces Headquarters, verantwoordelijk voor alle militaire operaties in het Middellandse Zeegebied. Alexander werd bevorderd tot veldmaarschalk. Hij werd beloond voor zijn verdiensten in Noord-Afrika en Italië en op 1 maart 1946 beloond met een peerage: Viscount Alexander of Tunis and Errigal in de County Donegal.

## Na de oorlog
Na de oorlog werd Alexander gepolst om bevelhebber van het Britse leger te worden, maar de Canadese premier William Lyon Mackenzie King polste hem om gouverneur-generaal van Canada te worden. Alexander nam ontslag uit het leger en nam zijn positie op. Op 26 januari 1946 werd Alexander benoemd tot ridder-grootkruis in de Orde van Sint-Michaël en Sint-George.
Alexander werd op 12 april 1946 benoemd tot gouverneur-generaal van Canada. Eind 1946 werd hij ook benoemd tot Ridder in de Orde van de Kousenband. In 1949 werd de Dominion van Newfoundland opgenomen in Canada. Alexander bezocht als gouverneur-generaal onder andere in 1947 de Amerikaanse president Harry Truman en in juni 1948 de Braziliaanse president Eurico Gaspar Dutra. Alexander trad op 28 februari 1952 af als gouverneur-generaal van Canada.
Alexander werd door Churchill gevraagd om zijn minister van Defensie te worden in diens nieuwe regering. Op 14 maart 1952 werd hij benoemd tot graaf Alexander van Tunis, baron Rideau van Ottawa en Castle Derg door koningin Elizabeth II.
In 1954 trad Alexander af als minister, trok zich terug uit de politiek en werd in 1959 benoemd in de Order of Merit. Daarnaast was Alexander Lord Lieutenant of the County of London (1959-1965), grootmeester van de Orde van Sint-Michaël en Sint-George (1959-1967), Constable of the Tower of London (1960-1965) en Lord Lieutenant of Greater London (1965-1966).
Alexander stierf op 16 juni 1969 aan een geperforeerde aorta.

## Militaire loopbaan
- Second lieutenant: september 1911[2]
- Lieutenant: december 1912[3]
- Tijdelijk Captain: 15 November 1914
- Captain: 2 februari 1915[4]
- Waarnemend Major: 10 december 1916[5]
- Major: 1 augustus 1917[6]
- Waarnemend Lieutenant-Colonel: mei 1917
- Tijdelijk Lieutenant-Colonel: 1919[7]
- Lieutenant-Colonel: mei 1922[8]
- Colonel: februari 1928 (gedateerd 14 mei 1926)[9]
- Tijdelijk Brigadier: oktober 1934[10][11]
- Major-general: oktober 1937[12]
- Lieutenant-general: juli 1940[13]
- General: 1942[14]
- Field marshal: 1944[15]

## Onderscheidingen
- Ridder Grootkruis in de Orde van het Bad op 11 november 1942[16]
  - Ridder Commandeur in de Orde van het Bad op 1 januari 1942[17]
  - Lid in de Orde van het Bad in juni 1938[18]
- Military Cross op 14 januari 1916[19]
- Orde van Voorname Dienst op 20 oktober 1916[20]
- Onderscheiding van de Canadese Strijdkrachten op 7 juni 1951[21]
- 1914 Ster met Gesp in 1919[22]
- Britse Oorlogsmedaille in 1919[22]
- Overwinningsmedaille in 1919[22]
- Medaille voor het Zilveren Jubileum van George V in 1935[22]
- Medaille voor de Kroning van George VI in 1935[22]
- 1939-1945 Ster in 1945[22]
- Birma Ster in 1945[22]
- Afrika Ster in 1945[22]
- Italië Ster in 1945[22]
- War Medal 1939-1945 in 1945[22]
- Herinneringsmedaille ter gelegenheid van de kroning van H.M. Koningin Elizabeth II van Groot-Brittannië in 1953[22]
- Ridder in het Legioen van Eer op 20 oktober 1916[23]
- Orde van Sint-Anna met Zwaarden[24]
  - Tweede Klasse
- Grootofficier in het Legioen van Verdienste op 10 augustus 1943[25]
- Orde van Soevorov
  - Eerste Klasse op 29 februari 1944[26]
- Grootkruis in de Orde van George I op 20 juni 1944[27]
- Grootkruis (met ster) in de Virtuti Militari op 5 december 1944[28]
- Army Distinguished Service Medal op 2 augustus 1945[29]
- Lid in de Order of Merit (Verenigd Koninkrijk) op 1 januari 1959[25]
- Hij werd meerdere malen genoemd in de Dagorders. Dat gebeurde op:
  - 4 januari 1917[30]
  - 27 december 1918[24]
  - 8 juli 1919[24]
  - 3 februari 1920[24]
  - 7 februari 1936[31]
  - 8 mei 1936[32]
  - 20 december 1940[33]
  - 28 oktober 1942[34]

- Bibsys: 90953250
- Bibliothèque nationale de France: cb130126378 (data)
- Gemeinsame Normdatei: 12257365X
- International Standard Name Identifier: 0000 0001 0912 5967
- Library of Congress Control Number: n50038656
- National Archives and Records Administration: 10581453
- Nationale Bibliotheek van Tsjechië: pna2006370689
- Nationale bibliotheek van Australië: 35942374
- Nationale Bibliotheek van Israël: 987007272984105171
- Nationale Bibliotheek van Polen: a0000001672367
- Nederlandse Thesaurus van Auteursnamen: 073958042
- Istituto Centrale per il Catalogo Unico: LO1V011859
- LIBRIS: 174773
- SNAC: w69332ff
- Système universitaire de documentation: 070313687
- Trove: 1156628
- Virtual International Authority File: 69064291
- WorldCat: E39PBJcWt4tg48jkyT33JBcXVC